# Impatiens balfourii
Impatiens balfourii es una especie del género Impatiens perteneciente a la familia Balsaminaceae. 

## Descripción

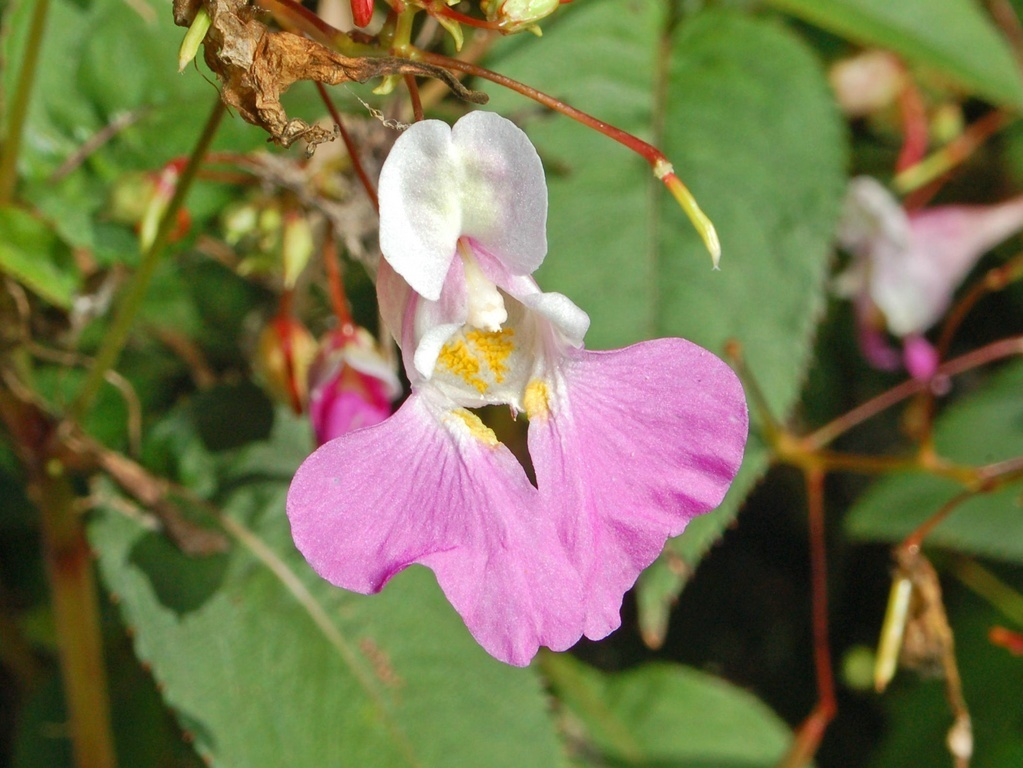
Flores de Impatiens balfourii.

Es una planta anual que alcanza un tamaño de 45 cm o más de altura, glabra. Hojas elíptico-ovadas a lanceoladas, láminas alternas, de 40-100 x 18-42 mm, aserrado-crenadas, con 8-13 pares de nervios laterales, la base glandular-estipitadas; con pecíolo de hasta 55 mm de largo. Las inflorescencias en racimos subterminales sobre pedúnculos de hasta 100 mm de largo. Flores blancas, rosadas y amarillas, 18-27 mm de largo. Brácteas de 3 mm de largo. Sépalos laterales 2,5 mm de largo; espoleó inferiores sépalo 22-25 mm de largo, cónica, estrechándose en una recta esbelta estimular 10-15 mm de largo. Anterior pétalo 5.5-6 x 10-13 mm; laterales pétalos unidos desigual, 20-25 mm de largo; inferior prolongada, mayor que el pétalo superior, a veces retuso. El fruto en cápsula ampliamente lineal, de 20-24 mm de largo, erecto. Semillas 2.5-3 mm de largo, ovoides.

## Distribución
Es originaria del Himalaya, particularmente de Cachemira y alrededores, donde crece en zonas montañosas. Fue traída a Inglaterra y otros países de Europa como planta ornamental , llegando a ser muy popular en el área del Área de la Bahía de San Francisco y otros lugares de los Estados Unidos. Ahora se pueden encontrar silvestres , por haberse escapado de los jardines, en Europa y a lo largo de la costa del Pacífico y en  Wisconsin, donde se ha adaptado a la humedad y el frío.

## Hábitat
Estas plantas se producen a lo largo de las riberas de los ríos, orillas de caminos y en terrenos baldíos. Prefieren lugares frescos y húmedos, a una altitud de 100-600 metros sobre el nivel del mar.

## Taxonomía
Impatiens balfourii fue descrita por Joseph Dalton Hooker y publicado en Botanical Magazine 129: pl. 7878. 1903.
Etimología
Impatiens: el nombre científico de estas plantas se deriva de impatiens (impaciente), debido a que al tocar las vainas de semillas maduras estas explotan, esparciéndolas a varios metros. Este mecanismo es conocido como balocoria, o también como "liberación explosiva".
balfourii: epíteto otorgado en honor del botánico escocés, John Hutton Balfour (1808-1884), director del Real Jardín Botánico de Edimburgo.
Sinonimia
- Impatiens balfouri Hooker fil.
- Impatiens mathildae Chiov. (incl.)
- Impatiens insignis Auct. non DC.
- Impatiens insubrica Beauverd